# 公立大学
公立大学（こうりつだいがく、英: public university）は、地方公共団体（公立大学法人を含む）が設置・運営する公立学校の大学のことである。英語圏においてはpublic universityは中央政府、地方政府を問わず公的機関が設置主体となる大学を指すことから、local govermental universityのほうが適訳であるという意見もある。国立大学とともに「国公立大学」（こっこうりつだいがく）とも呼ばれる。

## 日本における公立大学

### 概要
日本において公立大学とは、地方公共団体（公立大学法人を含む）の設置する大学である。2023年（令和5年）時点で100の公立大学がある（大正期に大学令が公布されてから第二次世界大戦後の学制改革まで存在した大学令による公立大学については、旧制大学を参照のこと。太平洋戦争後設立の医科大学と後に官立・国立に移管された大学を除き、旧制大学が公立大学として存続したのは京都府立医科大学、大阪商科大学の後身大阪市立大学の2大学のみである）。学生数は約17万人で、全大学生数の5.6％を占める。
公立大学に関する管理および執行については、地方公共団体の長（都道府県知事、市町村長、地方公共団体の組合の管理者など）が行い（地方教育行政の組織及び運営に関する法律第24条第1項第1号）、教育委員会は直接関与しない。このため、公立大学は、地方公共団体の政治的影響力を無視できず、「いつの時代にも、公立大には地方自治体の首長による介入の問題がついて回る」「有名公立大が自治体の人気取りの道具になるケースがある」と指摘される。
公立大学の収入は、授業料などの学生からの納付金と、地方公共団体からの拠出に大別される。学生納付金の占める割合が40％未満の公立大学が多く、学生納付金が1割程度に過ぎない国立大学よりも、公立大学の方が自主的に確保している財源が多い。一方で、学生納付金が7割を占める私立大学よりも、公立大学の自主財源は少ない。かつては国が公立大学を支援する「公立大学等設備費補助金制度」が存在したが、2006年の三位一体改革に伴って全廃されている。
授業料は概ね国立大学と同一である。ただし、入学金は設置自治体在住者向けには安めに、それ以外の地域出身者については高めに設定されていることが多い。

### 統合と地方私大の公立大学化
少子化と若者の大都市圏志向により、特に地方圏において大学運営は厳しい。また大都市圏においても、大学の教育・研究水準向上や運営効率化を自治体が求める傾向が強い。このため、首都大学東京（現：東京都立大学）の誕生、大阪府立大学と大阪市立大学の統合決定、地方では兵庫県立大学、長崎県立大学、静岡県立大学など、同一都道府県内の公立大学統合が進み、7組19校が再編統合となった。
地方都市にとって、大学は若者の引き留めと転入促進の要となる存在である。2018年問題が迫り、地方の私立大学を地元自治体が公立化する例が増加している（公立大学法人も参照）。地方交付税交付金が大学運営に投入されることで、授業料が下がり、志願者が増える効果も見られる。しかし、財政や経営面から私立大学の公立化を拒否する自治体も出てきている。2023年には、文部科学省も教育の質の低下や公費投入による健全な競争の阻害を理由に公立大学の新設を抑制することを決定した。

### 種類
- 下記はいずれも、公立大学法人[15]が設置する大学と、地方公共団体が直接設置する大学に分かれる。
  - 都道府県立大学
  - 市立大学

過去、組合立大学として釧路公立大学事務組合立釧路公立大学が存在したが、2023年に公立大学法人釧路公立大学が設立され、移管された。

### 公立大学の入学試験
公立大学の一般入試は、国立大学と同様に、大学入学共通テスト（マーク式）の受験が必須となっており、更に大学別個別試験（2次試験、主に記述式）を課している。
ただし、共通テストで課す教科を4教科以下とするなど、5教科7科目（理系は英語・数学①②・国語・理科×2・地歴公民×1、文系は英語・数学①②・国語・理科×1・地歴×1公民×1）を課すことが基本の国立大学前期日程に比べると、課す教科数を減少させて広範囲の学力負担を軽減させている大学が多く見られる。2021年度入試で、ほぼ全ての学科で5教科7科目を課している総合大学は東京都立大学、横浜市立大学、大阪公立大学、長崎県立大学など。
なお、一般入試の試験日程は分離分割方式の前期・中期・後期のみであることが基本であるため（ただし、中期日程を行う公立大学は一部であり、2020年度入試では高崎経済大学、都留文科大学、静岡県立大学、名古屋市立大学、岡山県立大学、下関市立大学などの21校である）、日程さえ異なれば幾つでも併願可能な私立大学に比べ、受験可能数が最大3回と非常に限られている。かつては連続試験方式のA・B・C日程で試験が行われていた。分離分割方式を採用する国立大学と日程を避けることによって国立大学・公立大学の両方を受験することが可能であった。また、より多くの受験生が受験機会を得られるようになっていた。国際教養大学や新潟県立大学など、一部の大学では前期・中期・後期とは別の独自の日程で試験を行なっている場合もあり、それらを含めれば国公立大学の4校以上の受験が可能となる。
また、一部の公立大学では学校推薦型入試を設けており、地元高校に通う生徒を将来の地元企業就職に期待して優遇する場合がある。

## 日本国外における主な公立大学
連邦制をとっている国の州立大学については州立大学の項目を参照のこと。なお、アメリカ合衆国の州立大学は日本の私立大学に相当する。
- 大韓民国
  - ソウル市立大学（ソウル特別市立）
- 台湾
  - 台北市立大学（台北市立）
- アメリカ合衆国
  - ニューヨーク市立大学（ニューヨーク市立）